# Tomba kobila
Tomba Kobila est un village et district dans la sous-préfecture de Tomba-kanssa, préfecture de siguiri, région de Kankan.

## Population
En 2014, le district comptait 864 habitants selon les RGPH 2014.